# 坦峰
坦峰（Tannhorn），是瑞士的山峰，位於該國中部，橫跨盧塞恩州和伯恩州，屬於埃默河谷山的一部分，海拔高度2,221米，該山峰南面有布里恩茨湖。